# Adam Michnik
Adam Michnik (n. 17 octombrie 1946, Varșovia, Polonia) este un istoric, eseist, fost disident, intelectual public și redactor șef al celui mai mare ziar polonez - Gazeta Wyborcza.
„La început a fost lupta împotriva sovietizării. Bolșevici ne-au lăsat să vorbim în limba noastră, dar nu ce vrem. Totul s-a transformat. Astăzi auzi numai sloganul Polonia pentru polonezi. Am scăpat de bolșevici, dar a rămas acest dispreț pentru celălalt. Acum vedem un anti bolșevism cu o față bolșevică, de aceea sunt eu trist... Ce mocnește în Polonia este un fel de anti-umanism. Guvernul nostru are sprijinul bisericii catolice poloneze. Ce ne spune nouă guvernul? Că acum vine «ciuma gay», care e cam același lucru cu «ciuma roșie». Este o tâmpenie pe care nici măcar Ceaușescu n-o putea spune. În Polonia, mentalitatea asta bolșevică, a disprețului, a superiorității s-a păstrat... Este o mare nebunie care se întâlnește în toate țările post-comuniste. Toți credem că popoarele noastre sunt nobile, nevinovate, că nu au făcut niciodată niciun rău. În funcție de asta, îi judecăm pe cei din jur. Dacă cineva spune că nu e chiar așa, acela e privit ca un trădător de țară”—Adam Michnik în Stefan Both, Disident polonez legendar, despre România post '89: „Iliescu a salvat țara pentru că n-a ales calea lui Miloșevici“

## Publicații
- Restaurația de catifea, Editura Polirom, 2001, 348 p [15]

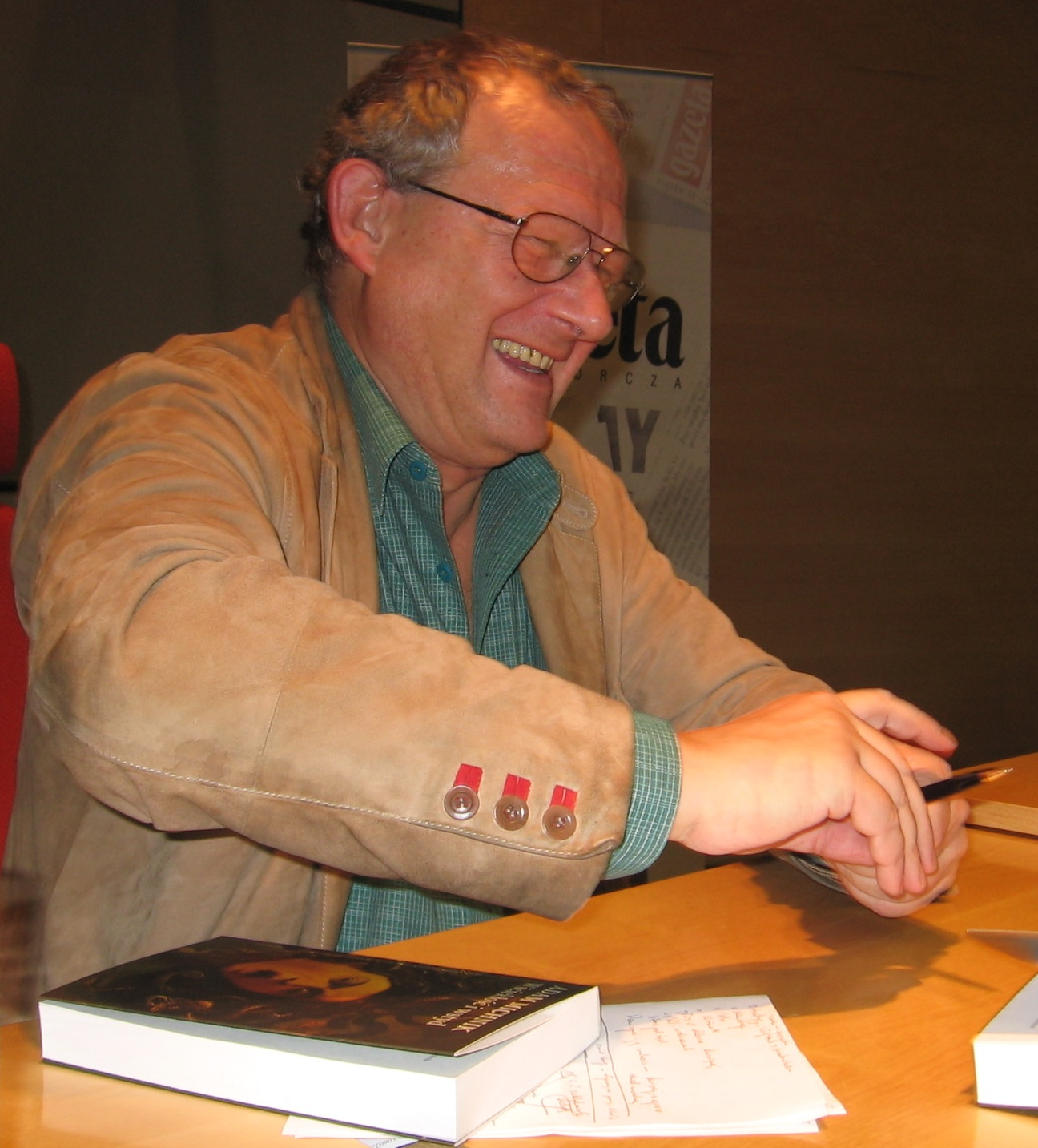
Adam Michnik în Varșovia, martie 2006